# Désigné coupable
Pour plus de détails, voir Fiche technique et Distribution.
Désigné coupable (The Mauritanian), ou Le Mauritanien au Québec, est un drame biographique américano-britannique réalisé par Kevin Macdonald et sorti en 2021. Il s'agit de l'adaptation des mémoires Les Carnets de Guantánamo (Guantanamo Diary) de Mohamedou Ould Slahi, un Mauritanien détenu à tort au camp de Guantánamo.
Le film reçoit des critiques globalement positives, louant notamment les performances de Tahar Rahim et Jodie Foster, mais se place mal au box-office. Le film reçoit plusieurs distinctions dont le Golden Globe de la meilleure actrice dans un second rôle pour Jodie Foster.

## Synopsis
Mohamedou Ould Slahi est un Mauritanien que son pays a livré aux États-Unis alors en pleine paranoïa terroriste, deux mois après les attentats du 11 septembre 2001. Suspecté d'avoir des liens avec Al-Qaïda, il est longuement interrogé par le gouvernement américain. Il est ensuite envoyé dans la prison de Guantánamo à Cuba, où il est longuement torturé sans même être jugé. En 2003, le procureur de l'US Marine Stuart Couch est chargé de monter le dossier contre lui. Ayant un ami mort dans les attentats, Stuart s'implique très vite dans cette mission. En 2005, l'avocate Nancy Hollander, basée au Nouveau-Mexique, découvre cette situation et décide de le défendre. Elle fait valoir la notion de Habeas corpus qui dispose que chacun a droit à un procès. Elle va être confrontée à la bureaucratie et va devoir lutter pour obtenir les documents déclassifiés pour défendre son client.

## Fiche technique
- Titre original : The Mauritanian
- Titre québécois : Le Mauritanien
- Titre français : Désigné coupable
- Réalisation : Kevin Macdonald
- Scénario : Michael Bronner, d'après l'autobiographie Guantanamo Diary de Mohamedou Ould Slahi
- Musique : Tom Hodge
- Décors : Michael Carlin
- Photographie : Alwin H. Küchler
- Montage : Justine Wright
- Production : Adam Ackland, Michael Bronner, Benedict Cumberbatch, Leah Clarke, Christine Holder, Mark Holder, Beatriz Levin, Lloyd Levin et Branwen Prestwood-Smith
- Sociétés de production : STXfilms, 30West, Topic Studios et BBC Film
- Sociétés de distribution : STX Entertainment (États-Unis), Elevation Pictures (Canada), Metropolitan FilmExport (France)
- Budget : 14 millions de dollars[2]
- Pays de production :  États-Unis,  Royaume-Uni
- Langues originales : anglais, arabe, français
- Format : couleur — 2,39:1 (scènes flash-back en 1.33:1 et 1.78:1) - son Dolby Digital / Dolby Surround 7.1
- Genre : drame biographique, juridique
- Durée : 129 minutes
- Dates de sortie : 
  - États-Unis : 12 février 2021
  - Québec : 5 mars 2021
  - Royaume-Uni : 1er avril 2021 (Prime Video)
  - France : 14 juillet 2021

## Distribution
- Tahar Rahim (VF et VQ : lui-même) : Mohamedou Ould Slahi[3]
- Jodie Foster (VF : Hélène Babu ; VQ : Élise Bertrand) : Nancy Hollander (en)
- Shailene Woodley (VF : Jessica Monceau ; VQ : Catherine Brunet) : Teri Duncan
- Benedict Cumberbatch (VF : Jérémie Covillault ; VQ : Frédéric Paquet) : le lieutenant colonel Stuart Couch (en)
- Denis Ménochet (VF lui-même) : Emmanuel
- Zachary Levi (VF : Tanguy Goasdoué ; VQ : Alexandre Fortin) : Neil Buckland
- Corey Johnson (VF : Laurent Maurel ; VQ : Louis-Philippe Dandenault) : le colonel Bill Seidel
- Matthew Marsh : le général Geoffrey Mandel
- Adam Rothenberg : Santiago
- Saamer Usmani : Arjun
- Langley Kirkwood : le sergent Sands
- David Fynn : Kent
- Stevel Marc : Poulson
- Meena Rayann : Wafa
- Clayton Boyd : l'avocat
- Robert Hobbs : le capitaine Collins
- Alaa Safi : le traducteur marocain / Marseille
- Thabo Rametsi : l'associé de la marine

 Source et légende : version française (VF) sur RS Doublage

## Production

### Développement et attribution des rôles
En novembre 2019, le film est annoncé. Kevin Macdonald est choisi comme réalisateur, avec Benedict Cumberbatch, Jodie Foster, Tahar Rahim et Shailene Woodley dans les rôles principaux. En décembre, Zachary Levi rejoint la distribution.
En novembre 2020, initialement intitulé Prisoner 760, le film est officiellement rebaptisé The Mauritanian.

### Tournage
Le tournage a commencé en Afrique du Sud le 2 décembre 2019.
En février 2021, le tournage est interrompu quelque temps à cause de problèmes de santé de Jodie Foster ; cet arrêt temporaire permet alors à Tahar Rahim d'être présent pour la naissance de sa fille.

## Sortie et accueil

### Date de sortie
Le film devait initialement sortir courant 2020. En juillet 2020, lors d'une entrevue, Kevin Macdonald explique qu'avec la pandémie de Covid-19, il n'a aucune idée de la date de sortie du film . En août, STX Entertainment acquiert les droits de distribution sur le sol américain. La sortie américaine est ensuite fixée au 19 février 2021, mais est avancée au 12 février.

### Critique
Le film reçoit des critiques globalement positives. Sur l'agrégateur américain Rotten Tomatoes, il récolte 75% d'opinions favorables pour 208 critiques et une note moyenne de 6,5⁄10. Le consensus du site est « Le film adopte une approche générique frustrante d'une histoire réelle qui aurait pu être inspirante dans d'autres mains, mais la performance de Tahar Rahim élève un matériau inégal ». Sur Metacritic, il obtient une note moyenne de 53⁄100 pour 35 critiques.
En France, le film obtient une note moyenne de 3,8⁄5 sur le site AlloCiné, qui recense 25 titres de presse. Du côté des avis positifs, Renaud Baronian du Parisien décrit un « film très puissant ». Dans 20 Minutes, Caroline Vié souligne la performance de Tahar Rahim : « Le comédien trouve l’un de ses plus beaux rôles en se glissant dans la peau de Mohamedou Ould Slahi, détenu mauritanien incarcéré pendant quatorze ans à Guantanamo sans jugement et ni inculpation parce qu’il était soupçonné d’avoir commandité les attentats du onze septembre 2001. » Dans Le Figaro, on peut notamment lire « Jodie Foster interprète son avocate, habitée par sa foi en la justice. Le face-à-face entre les deux comédiens est captivant. Leur intensité et leur exigence d'authenticité sont de tous les plans. » Adrien Gombeaud des Échos pense que « Ce solide film-dossier restera comme un témoignage du début du XXIe siècle d'une époque où l'on avait aménagé un bout d'île destiné à échapper aux droits humains et desservi par un aéroport où l'on vendait des casquettes et des mugs en souvenir de l'enfer sur terre. »
Du côté des avis négatifs, Jacques Mandelbaum du Monde écrit notamment « Le récit est ainsi programmé comme du papier à musique, demeurant comme à la remorque de l'extraordinaire réalité dont il veut témoigner ». Dans les Cahiers du cinéma, Yal Sadat écrit quant à lui « Rien ne manque à l’appel dans ce récit du calvaire de Mohamedou Ould Slahi (…) : reconstitution des faits (sans crainte d’avoir la main lourde sur les flash-back), contre-enquête des avocats et d’un militaire au grand cœur (pour cocher la case « lanceur d’alerte »), passage à la barre pour dénouer avec éloquence ce foutu sac de nœuds. »

### Box-office
Le film sort en février 2021 aux États-Unis. Il ne connait qu'une sortie limitée dans quelques salles. Pour son week-end d'ouverture, il engrange 163 789 $ de recettes dans 245 salles puis 179 778 $ à la fin du week-end de quatre jours du Presidents Day. Pour sa seconde semaine d'exploitation, il enregistre 137 072 $ avec 287 copies. En France, le film ne sort qu'en juillet.
| Pays ou région    | Box-office      | Date d'arrêt du box-office | Nombre de semaines |
| ----------------- | --------------- | -------------------------- | ------------------ |
| États-Unis Canada | 836 536 $       | 1er avril 2021             | 7                  |
| Royaume-Uni       | 6 342 $         |                            | -                  |
| France            | 331 109 entrées | 6 octobre 2021             | 12                 |
| Total mondial     | 7 527 030 $     | -                          | -                  |

## Distinctions

### Récompenses
- AARP Movies for Grownups Awards 2021[20] : meilleure actrice dans un second rôle pour Jodie Foster
- Golden Globes 2021 : meilleure actrice dans un second rôle pour Jodie Foster

### Nominations
- British Academy Film Awards 2021 :
  - Meilleur film
  - Meilleur film britannique
  - Meilleur acteur pour Tahar Rahim
  - Meilleur scénario adapté pour M.B. Traven, Rory Haines et Sohrab Noshirvani
  - Meilleure photographie pour Alwin H. Küchler

- Golden Globes 2021 : meilleur acteur dans un film dramatique pour Tahar Rahim

### Sélection
- Berlinale 2021 : hors compétition